# Brick Like Me
«Brick Like Me» (рус. «Кирпич, как я») — двадцатый эпизод двадцать пятого сезона мультсериала «Симпсоны». Вышел в эфир 4 мая 2014 года в США на телеканале «FOX»

## Сюжет
Гомер просыпается и обнаруживает, что всё и вся вокруг сделано из маленьких кирпичиков конструктора «LEGO». Гомер посещает магазин LEGO продавца комиксов, чтобы забрать игрушечный набор принцесс «Отбойка и Пэтти», заказанную на день рождения Лизы. Гомер всматривается в коробку, а затем показываются галлюцинации в виде нормального мультфильма. Гомер дарит подарок Лизе и помогает ей в постройке. Гомер говорит Лизе, что помогая построить замок, ему на самом деле не было скучно.
Тем временем LEGO-Барт непреднамеренно разрушает здание школы, гоняясь за скунсом, которого Милхауз купил для урока «Покажи и расскажи». Директор Скиннер в качестве наказания заставляет Барта перестроить школу.
Услышав воспоминания Гомера, LEGO-Мардж говорит ему, что это всего лишь сон, но у Гомера повсюду появляются галлюцинации, связанные с плотностью. Вечером, Гомер, умыв лицо, он видит себя в зеркале прежним и пугается.
Гомер продолжает видеть себя и других спрингфилдцев из LEGO как обычных людей. Впоследствии, его руки стают обычными, с пальцами, когда он посещает церковь для всеобщего обозрения.
Придя снова в магазин комиксов, Гомер снова касается коробки для игрушек и у него показывается другое видение в виде строения с Лизой модели Спрингфилда из «LEGO» для конкурса конструкторов. Гомеру в приподнятом настроении удаётся найти общий интерес с дочерью. Тем не менее, Лиза решает пойти посмотреть новый фильм «Игры на выживание» (пародия на «Голодные игры») со взрослыми девочками, заставив Гомера самому выступить на конкурсе. Когда Гомер мечтает жить в LEGO Спрингфилде, где «всё сходится, и никто не страдает», гигантский конструктор падает на Гомера, сбивая его с ног. После этого продавец комиксов объясняет, что их мир — это фантазия, где Гомер может проводить время с Лизой всегда. Гомер воспринимает как ложную реальность и радуется ею.
Во время игры с LEGO-Лизой Гомер понимает, что никогда не испытает её на себе остальную часть своей «реальной» жизни. Он решает, что должен вернуться к реальности. Гомер возвращается в магазин комиксов и узнаёт, что открытие коробки с игрушкой закончится его попаданием в мир фантазий, где он останется в нём навсегда. Однако, продавец комиксов раскрывает себя как часть психики Гомера, которая предпочитает мир LEGO реальному миру. Он продолжает укреплять свой магазин и ставит из Лего пиратов и ниндзя на Гомера, чтобы он не добрался до коробки. Услышав крики Гомера о помощи, LEGO-Барт строит гигантского робота из различных наборов игр, сбивает пиратов и ниндзя, и врезается в магазин. Гомер находит коробку в щебне и открывает её, возвращаясь в прежнее состояние…
Гомер приходит в сознание на конкурсе LEGO и воссоединяется с Лизой. Гомер рассказывает Лизе о своём сне и уроках, которые он узнал о воспитании. Гомер осознаёт, что не может запретить Лизе взрослеть и смотреть фильм «Игры на выживание».
В финальной сцене Гомер и Мардж сидят за Лизой и её друзьями в кинотеатре на «Играх на выживание». Гомер жалуется на фильм, в то время как Мардж наслаждается этим и многократно его уволакивает.